# Cupressus glabra
Cupressus glabra, el ciprés glabro de Arizona, es una especie de conífera originaria del suroeste de Estados Unidos, con un área de población que se extiende por los cañones y las laderas en una zona relativamente grande alrededor de Sedona. Fue descrito por primera vez por George Bishop Sudworth en 1910.

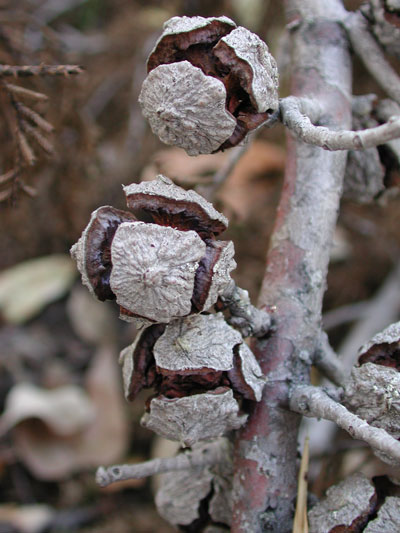
Conos

## Descripción
Se distingue del estrechamente relacionado ciprés de Arizona, del que a veces se considera como una mera variedad, por su corteza muy suave, sin pelusilla, que puede aparecer con tonos de rosa, cerezo y gris. 
A menudo se ve en cultivos, a diferencia del ciprés de Monterrey, ha demostrado ser casi inmune a la antracnosis.

## Taxonomía
Cupressus glabra fue descrita por George Bishop Sudworth y publicado en American Forestry 16: 88, f. s.n. 1910.
Etimología
Cupressus es el nombre latino del ciprés que de acuerdo con algunos autores proviene de "Cyprus" (Chipre), de donde es nativo y crece silvestre. 
glabra: epíteto latino que significa "sin pelos".
Sinonimia
- Callitropsis glabra (Sudw.) D.P.Little
- Cupressus arizonica subsp. glabra (Sudw.) A.E.Murray
- Cupressus arizonica var. glabra (Sudw.) Little
- Hesperocyparis glabra (Sudw.) Bartel[3][4]